# ائتلاف نعم للمستقبل
ائتلاف نعم للمستقبل (بالباسكية:Geroa Bai) هو ائتلاف سياسي من أجل الدخول في الانتخابات العمومية الإسبانية 2011 وهو يضم الحزب القومي الباسكي وعدد من المجموعات السياسية الأخرى وسبق لهذه الأحزاب أن تشاركوا في ائتلافات سابقة من أجل المعترك السياسي .
ائتلاف نعم للمستقبل فاز بمقعد من أصل خمسة في الكونغرس الإسباني وتمثل الائتلاف أوكسيو باروكس التي كانت تمثلهم أيضًا في الائتلافات السابقة.